# نبی‌کندی (تکاب)
نبی‌کندی (تکاب)، روستایی از توابع بخش تخت سلیمان شهرستان تکاب در استان آذربایجان غربی ایران است.

## جمعیت
این روستا در دهستان ساروق قرار دارد و براساس سرشماری مرکز آمار ایران در سال ۱۳۸۵، جمعیت آن ۱٬۳۸۳ نفر (۲۴۵ خانوار) بوده‌است مردم این روستا کرد هستند به زبان کردی(سورانی) صحبت می کنند.

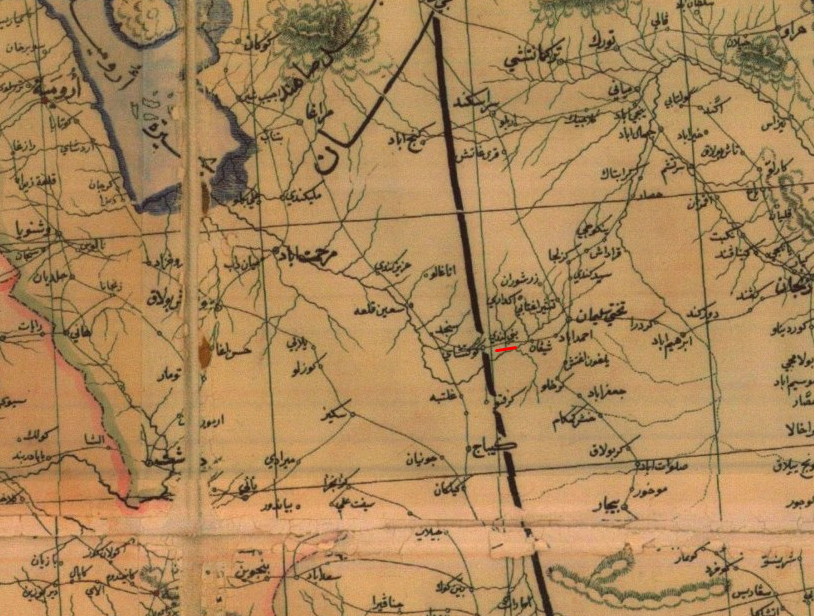
روستای نبی کندی در نزدیکی تخت سلیمان و روستای زره‌شوران تکاب در نقشه دورۀ عثمانی. سال ۱۸۹۳ میلادی